# Invasiones vikingas en Gran Bretaña e Irlanda

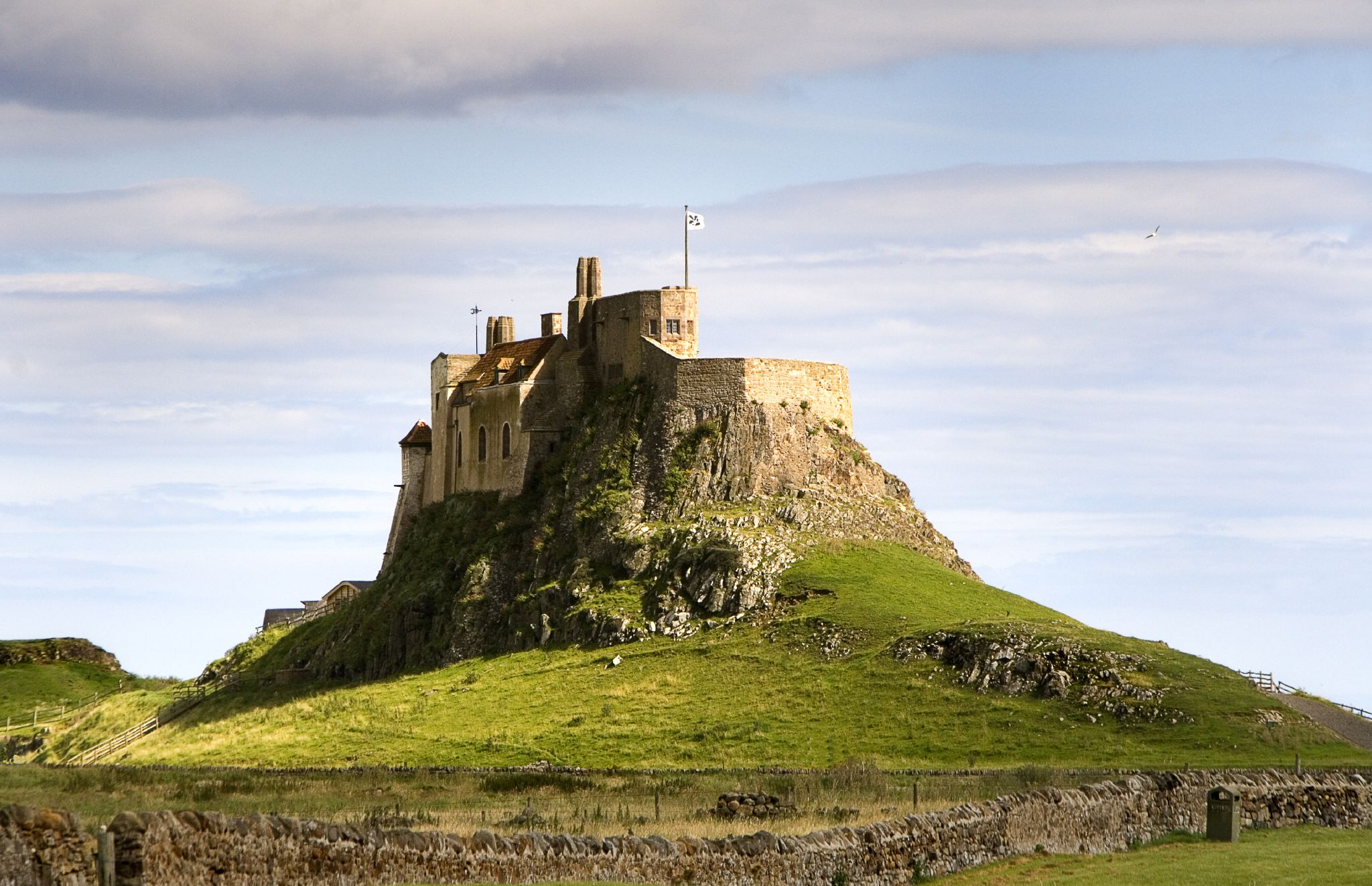
Castillo-monasterio de Lindisfarne, el primero atacado por los vikingos el 8 de junio del año 793.

Las invasiones vikingas en Gran Bretaña e Irlanda comenzaron a finales del siglo VIII, principalmente en los monasterios. El primer monasterio allanado fue en el 793 en Lindisfarne, en la costa noreste; la Crónica anglosajona describía a los vikingos como hombres paganos. Los monasterios y las iglesias minster eran objetivos populares, ya que eran ricos y tenían objetos valiosos que eran portátiles. La Crónica anglosajona para el año 840 dice que Ethelwulfo de Wessex fue derrotado en Carhampton, Somerset, después de que treinta y cinco barcos vikingos hubieran desembarcado en el área.
Según las Sagas nórdicas, en el 865 el legendario jefe vikingo Ragnar Lodbrok cayó en manos del rey Aelle de Northumbria. Aella, supuestamente, hizo que Ragnar fuera arrojado a un nido de serpientes. Se dice que los hijos enfurecidos de Ragnar, aprovechando la inestabilidad política en Inglaterra, reclutaron al Gran ejército pagano, o simplemente Gran ejército, que desembarcó en el reino de Anglia Oriental ese año. No hay pruebas de que esta leyenda tenga base en la historia; sin embargo, se sabe que varios de los líderes vikingos agruparon sus bandas para formar un gran ejército que desembarcó en el reino de Anglia Oriental para iniciar su intento de conquista de Inglaterra en el 866.
En el 867 el Gran ejército fue al norte y capturó York, pero Aella, junto con el apoyo de los otros reinos ingleses, intentó retomar la ciudad. No tuvo éxito; los anales del año dicen que Aella murió durante la batalla, pero según la leyenda fue capturado por los vikingos, que lo ejecutaron o lo sometieron al águila de sangre como castigo por el asesinato de Ragnar Lodbrok.
A finales del siglo IX, los vikingos habían invadido la mayoría de los reinos anglosajones que constituían la Inglaterra de la época. Sin embargo, Alfredo el Grande, rey de Wessex, derrotó a los vikingos, liderados por Guthrum el Viejo, en la batalla de Edington del año 878. El tratado resultante dio a los daneses el control del norte y el este de Inglaterra, con Alfredo y sus sucesores controlando Wessex. Pero toda Inglaterra se unificó con Noruega y Dinamarca en el siglo XI, durante el reinado del rey danés Canuto II.
Cuando Canuto II murió, sin embargo, fue sucedido por el rey anglosajón Eduardo el Confesor, quien 
se las arregló para reinar hasta su muerte en 1066, cuando fue sucedido por el poderoso conde de Wessex, Haroldo Godwinson. El ascenso de Haroldo, sin embargo, no fue unánimemente aceptado. Al norte, el rey noruego Harald Hardrada invadió Inglaterra. A finales del verano de 1066, los invasores navegaron por el río Ouse antes de avanzar sobre York. En las afueras de la ciudad derrotaron a un ejército inglés del norte dirigido por Edwin, conde de Mercia y su hermano Morcar, conde de Northumbria en la batalla de Fulford el 20 de septiembre. Al enterarse de la derrota del ejército del norte, Haroldo Godwinson marchó con el ejército del sur hacia el norte y se encontró y derrotó a Hardrada en la batalla de Stamford Bridge.
Mientras Godwinson estaba ocupado en el norte, Guillermo el Bastardo (más tarde en el 1066, conocido como Guillermo el Conquistador), desembarcó su ejército en el reino de Sussex, con la intención de apoderarse del trono de Inglaterra.

## Antecedentes
Durante el período Medieval temprano, Irlanda y Gran Bretaña se dividieron cultural, lingüística y religiosamente en varios pueblos. Las lenguas de los britanos y gaélicos celtas descendían de las lenguas celtas habladas por los habitantes de la Edad de Hierro en Europa. En Irlanda y partes del oeste de Escocia, así como en la Isla de Man, la gente hablaba una forma temprana del gaélico conocida como idioma irlandés antiguo. Puede haber habido otro idioma protoindoeuropeo hablado por los iverni hasta el siglo VIII en lo que hoy es condado de Kerry, pero es más probable que el celta o algún otro idioma indoeuropeo se haya hablado allí. En Cornualles, Cumbria, Gales y el suroeste de Escocia, se hablaban las lenguas britónicas celtas, con descendientes modernos como el galés y el córnico. En la zona al norte de los ríos Forth y Clyde, que constituye una gran parte de la Escocia actual, vivían los pictos que hablaban el idioma picto. Debido a la escasez de escritura en picto, que se puede encontrar en Ogam, las opiniones están en conflicto en cuanto a si el picto era una lengua celta como las que se hablan más al sur, o tal vez incluso una lengua no indoeuropea como el euskera. Sin embargo, la mayoría de las inscripciones y nombres de lugares insinúan que los pictos son celtas en lenguaje y cultura. La mayoría de los pueblos de Gran Bretaña e Irlanda ya se habían convertido predominantemente al cristianismo desde sus antiguas religiones politeístas precristianas. Sin embargo, a diferencia del resto de las islas, gran parte del sur de Gran Bretaña se consideraba parte de la Inglaterra anglosajona, donde se habían establecido inmigrantes anglosajones de Europa continental durante el siglo V de nuestra era, trayendo consigo su propia lengua germánica (conocida como idioma anglosajón), una religión politeísta (paganismo anglosajón) y sus propias prácticas culturales distintivas. Sin embargo, en el momento de las invasiones vikingas, la Inglaterra anglosajona también se había vuelto en gran parte cristiana.
La Isla de Man había mantenido su propia población agraria, pero se cree que era de habla británica antes de que se extendiera el irlandés antiguo (que más tarde se convirtió en idioma manés). La gaelización pudo haber tenido lugar antes de la era vikinga o tal vez durante ella, cuando la zona fue colonizada por nórdicos que practicaban su propia cultura.
En el norte de Gran Bretaña, en la zona que corresponde aproximadamente a la Escocia actual, vivían tres grupos étnicos distintos en sus respectivos reinos: los pictos, los escoceses y los britanos. El grupo cultural pictográfico dominaba la mayor parte de Escocia, con poblaciones importantes concentradas entre el fiordo de Forth y el río Dee, así como en Sutherland, Caithness y Orkney. Los escoceses eran, según las fuentes escritas, un grupo tribal que había cruzado a Gran Bretaña desde Dalriada, en el norte de Irlanda, a finales del siglo V. Los arqueólogos no han sido capaces de identificar nada que fuera único en el reino de los escoceses, notando similitudes con los pictos en la mayoría de las formas de cultura material. Los británicos eran los que habitaban en Yr Hen Ogledd o «El Viejo Norte», en partes de lo que se ha convertido en el sur de Escocia y el norte de Inglaterra, y para los siglos VII u VIII, estos aparentemente habían caído bajo el control político de los anglosajones.
A mediados del siglo IX, la Inglaterra anglosajona se dividió en cuatro reinos separados e independientes: Anglia Oriental, Wessex, Northumbria y  Mercia, el último de los cuales era el poder militar más fuerte. Entre medio millón y un millón de personas vivían en Inglaterra en ese momento, con una sociedad rígidamente jerárquica. Este sistema de clases tenía un rey y sus ealdormen en la parte superior, bajo los cuales estaban los terratenientes, y luego las diversas categorías de trabajadores agrícolas por debajo de ellos. Incluso debajo de todos ellos se encontraba una clase de esclavos, que podían llegar a constituir hasta una cuarta parte de la población. La mayoría de la población vivía en el campo, aunque se habían desarrollado algunas grandes ciudades, como Londres y York, que eran centros de administración real y eclesiástica. También había varios puertos comerciales, como Hamwic e Ipswich, donde se realizaba el comercio exterior.

### Escandinavia

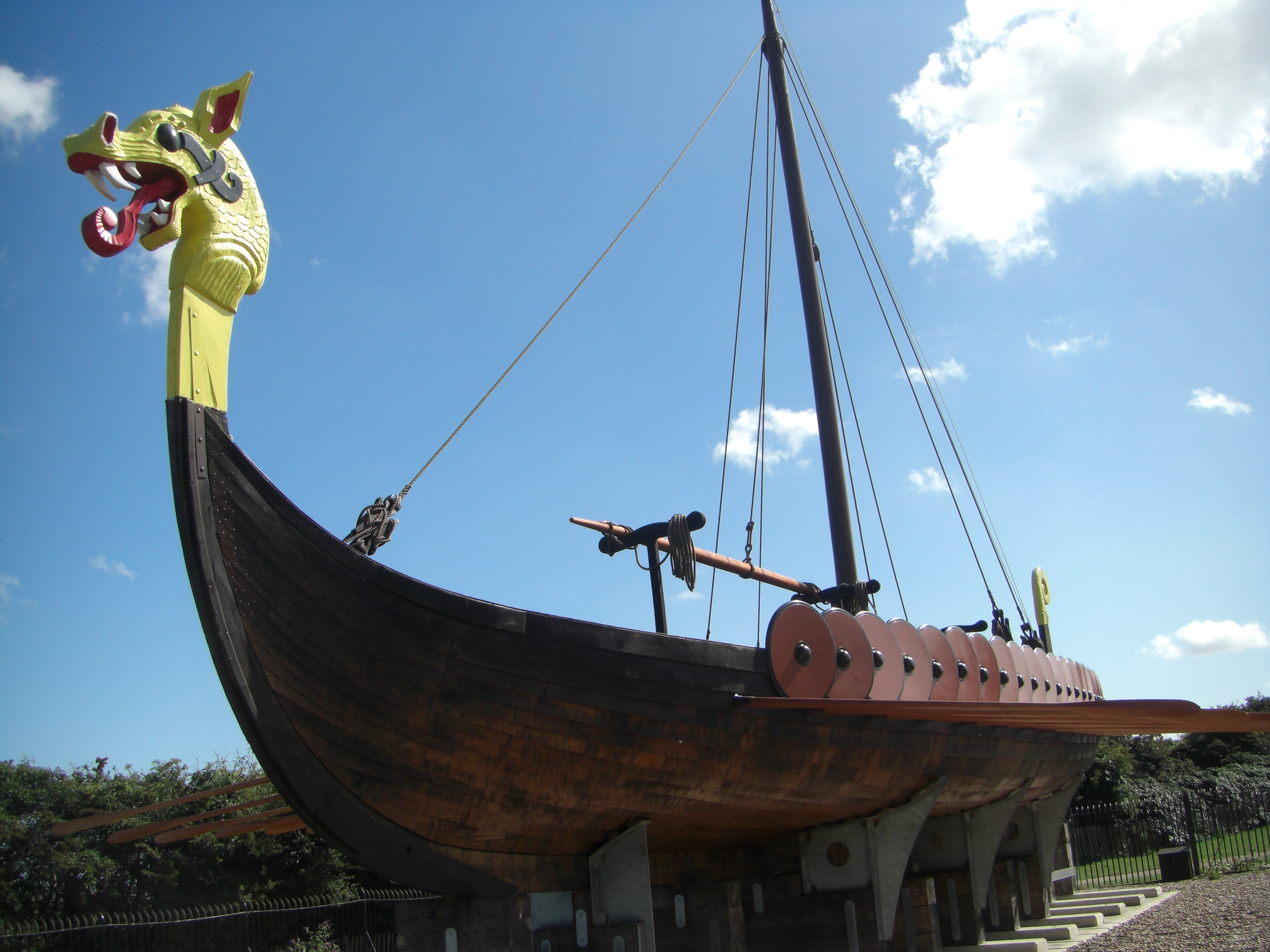
Una réplica del de un barco vikingo, conocido como el Hugin.

La sociedad escandinava del siglo VIII, a diferencia de algunas partes de las islas británicas, estaba todavía pre-alfabetizada, existiendo en las etapas finales de la prehistoria europea, conocida por los arqueólogos como la Edad de Hierro. En Escandinavia, el siglo VIII demostró ser «un período de rápido desarrollo tecnológico, económico y social» que llevaría a la región fuera de la Edad de Hierro y a lo que se ha llegado a conocer como la época vikinga.
A principios del período medieval temprano, las poblaciones nórdicas se consideraban principalmente habitantes de lugares específicos, como la península de Jutlandia, provincia de Vestfold y la de Hordaland. Solamente en los siglos posteriores se desarrollaron las identidades nacionales entre los escandinavos, dividiéndolos en grupos nacionales como los daneses, suecos y noruegos.
Los pueblos de la Edad de Hierro tardía de Escandinavia todavía no se habían convertido al cristianismo como lo habían hecho los pueblos de Gran Bretaña e Irlanda, y en su lugar seguían el paganismo nórdico, un conjunto de creencias politeístas que veneraban a deidades como Odín, Thor, Frey y Freyja.
Esta sociedad dependía en gran medida de la pesca del arenque, y cuando esta fracasó, los marineros nórdicos se dedicaron a navegar por gran parte de Europa durante el período medieval temprano. Las poblaciones nórdicas de Escandinavia habían desarrollado vínculos comerciales con muchas zonas de Europa, obteniendo grandes cantidades de oro a finales del siglo V, la mayor parte del cual se había encontrado en Suecia y, en menor medida, en Noruega.

## Invasiones vikingas: 793-850
En la última década del siglo VIII, los invasores nórdicos atacaron una serie de monasterios cristianos en las islas británicas. Estos monasterios a menudo habían sido ubicados en pequeñas islas y en otras áreas costeras remotas para que los monjes pudieran vivir en reclusión, dedicándose al culto sin la interferencia de otros elementos de la sociedad. Al mismo tiempo, los convertía en objetivos aislados y desprotegidos para el ataque. El historiador Peter Hunter Blair señaló que los invasores vikingos se habrían sorprendido «al encontrar tantas comunidades que albergaban una riqueza considerable y cuyos habitantes no llevaban armas». Estos ataques habrían sido el primer contacto de muchos nórdicos con el cristianismo, pero tales ataques no eran específicamente de naturaleza anticristiana, sino que los monasterios se consideraban simplemente como «objetivos fáciles» para los invasores.

Hace casi 350 años que nosotros y nuestros padres habitamos esta encantadora tierra, y nunca antes había aparecido tal terror como el que ahora sufrimos por parte de una raza pagana, ni se pensaba que se pudiera hacer tal incursión desde el mar. Contemplen la iglesia de San Cuthbert salpicada con la sangre de los sacerdotes de Dios, despojada de todos sus ornamentos.
Arzobispo Alcuino de York sobre el saqueo de Lindisfarne.

El primer relato conocido de una incursión vikinga en la Inglaterra anglosajona proviene del año 787, cuando tres barcos de Hordaland (en la Noruega moderna) desembarcaron en la Isla de Pórtland en la costa sur de Wessex. Se les acercó un beaduheard, del regimiento real de Dorchester, cuyo trabajo era identificar a todos los comerciantes extranjeros que entraban en el reino, y procedieron a matarlo. Es probable que hubiera otras incursiones —cuyos registros se han perdido desde entonces— poco después, ya que en el 792 el rey Offa de Mercia comenzó a hacer arreglos para la defensa de Kent de las invasiones perpetradas por «pueblos paganos».
El siguiente ataque registrado contra los anglosajones fue al año siguiente, en el 793, cuando el monasterio de Lindisfarne, una isla de la costa este de Inglaterra, fue saqueado por un grupo de vikingos el 8 de junio. Al año siguiente saquearon la cercana abadía de Monkwearmouth-Jarrow.
En el 795 atacaron de nuevo, esta vez asaltando la Abadía de Iona en la costa oeste de Escocia. Este monasterio fue atacado de nuevo durante los años 802 y 806, cuando 68 personas que vivían allí fueron asesinadas. Después de esta devastación, la comunidad monástica de Iona abandonó el lugar y huyó a Kells en Irlanda.
En la primera década del siglo IX, los invasores vikingos comenzaron a atacar las partes costeros de Irlanda. En el 835, tuvo lugar la primera gran incursión vikinga en el sur de Inglaterra, dirigida contra la isla de Sheppey.

### Piedras rúnicas sobre Inglaterra
Las piedras rúnicas sobre Inglaterra (en sueco: Englandsstenarna) es un grupo de unas treinta piedras rúnicas de Suecia que se refieren a viajes a Inglaterra en la época vikinga. Constituyen uno de los grupos más grandes de este tipo de piedras que mencionan viajes a otros países, y únicamente son comparables en número a las aproximadamente treinta piedras rúnicas sobre Grecia, y las veintiséis piedras rúnicas de Ingvar, de las cuales estas últimas se refieren a una expedición vikinga al Oriente Medio. Fueron grabadas en nórdico antiguo con el Futhark joven.
Los gobernantes anglosajones pagaron grandes sumas, con el impuesto danegeld, a los vikingos, que en su mayoría procedían de Dinamarca y Suecia, cuando llegaron a las costas inglesas durante los años 900 y las primeras décadas del siglo XI. Algunas piedras rúnicas se relacionan con estos danegelds, como la piedra rúnica de Yttergärde, U 344, que cuenta que Ulf de Borresta recibió el danegeld tres veces, y la última que recibió de Canuto el Grande. Canuto envió a casa a la mayoría de los vikingos que le ayudaron a conquistar Inglaterra, pero mantuvo una fuerte escolta, el thingmen o Þingalið, y sus miembros también se mencionan en varias piedras rúnicas.

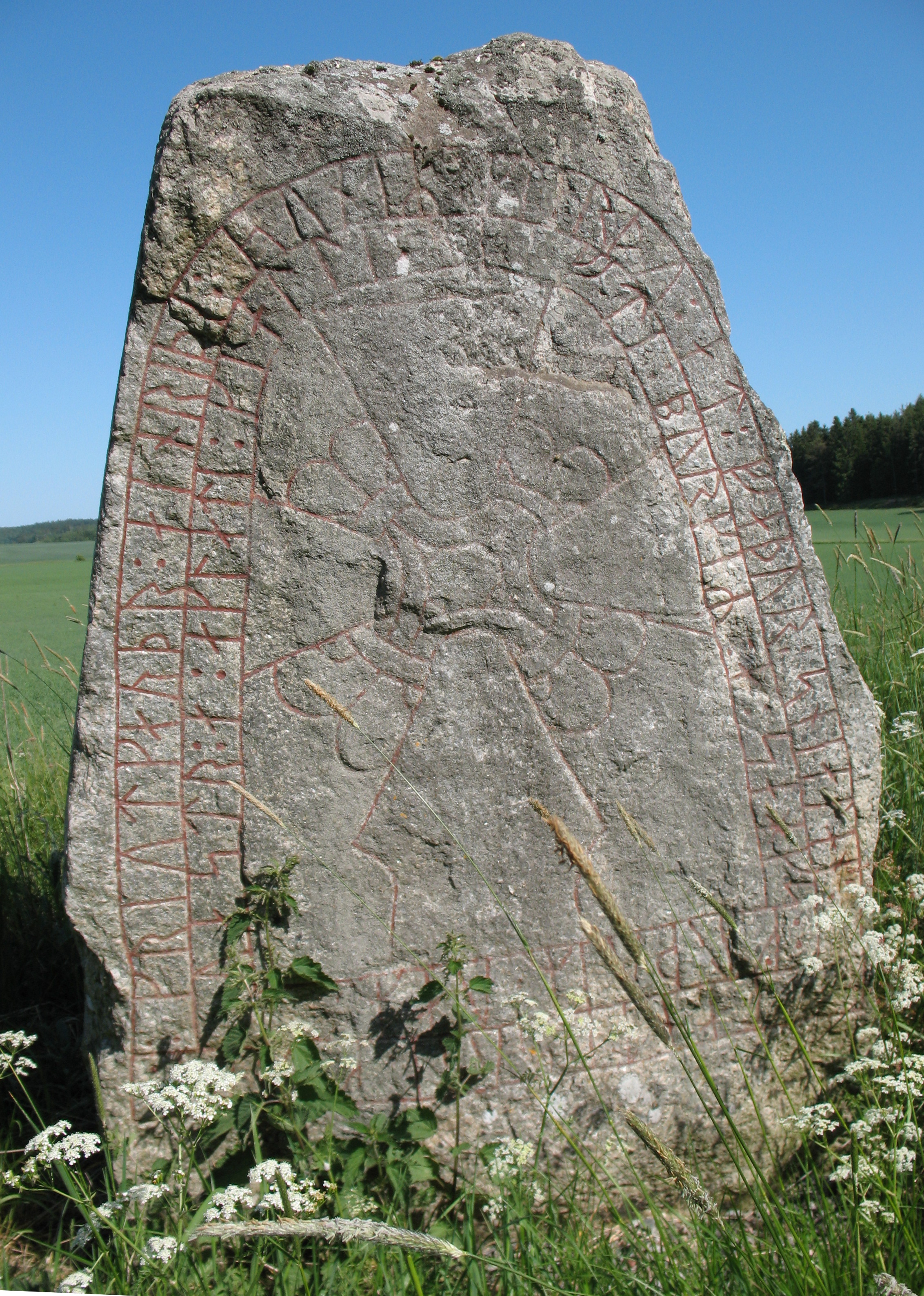
La piedra rúnica Sö 166.

La gran mayoría de las piedras rúnicas, veintisiete, se realizaron en lo que es la Suecia actual y diecisiete en las provincias suecas más antiguas alrededor del lago Mälar. En contraste, la Dinamarca actual no tiene tales piedras rúnicas, pero hay una piedra rúnica en Escania que menciona a Londres. También hay una piedra rúnica en Noruega y una sueca en Schleswig, Alemania.
Algunos vikingos, como Guðvér, no únicamente atacaron a Inglaterra, sino también a Sajonia, según informa la piedra rúnica Grinda Sö 166 en Södermanland:
- Transliteración latina:

: kriutkarþr : ainriþi : suniR : kiarþu : at : faþur : snialan : kuþuiR : uaR uastr : a : aklati : kialti : skifti : burkiR : a : sahks:lanti : suti : kaula
- Transcripción al nórdico antiguo:

Griutgarðr, Æinriði, syniR, giærðu at faður sniallan. GuðveR vaR vestr a Ænglandi, gialdi skifti, borgiR a Saxlandi sotti karla.
- Traducción:

"Grjótgarðr (y) Einriði, los hijos hicieron (la piedra) en memoria de (su) hábil padre. Guðvér estuvo en el oeste; se repartió pagos endivided en Inglaterra; virilmente atacó ciudades en Sajonia."

### Acumulación de tesoros

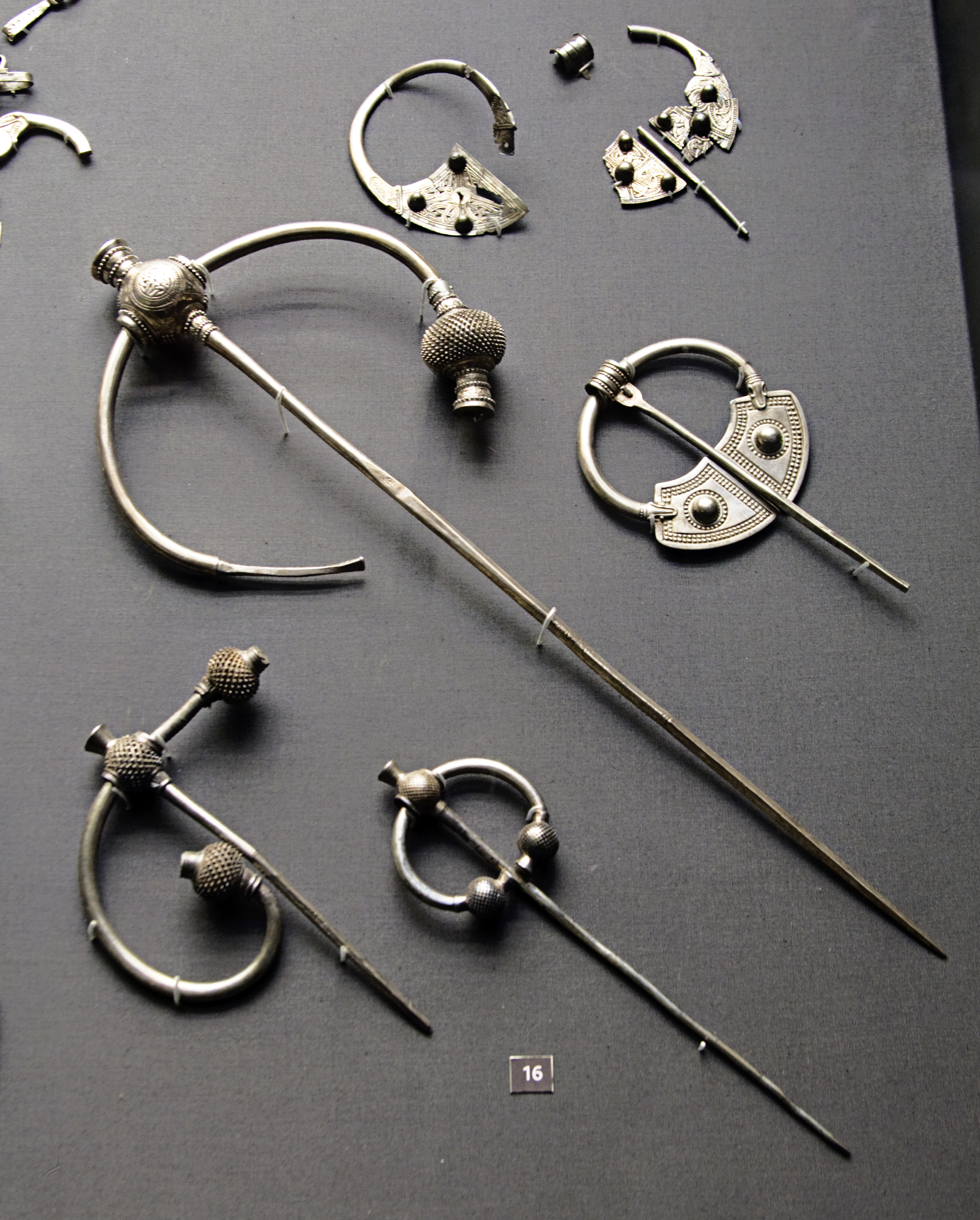
Broches pennannulares del periodo vikingo del tesoro Penrith Hoard. (Museo Británico).

Varios tesoros fueron enterrados en Inglaterra en ese momento. Algunos de ellos pudieron haber sido depositados por anglosajones tratando de ocultar su riqueza de los invasores vikingos, y otros por los invasores vikingos como una forma de proteger su tesoro saqueado.
Uno de estos tesoros, descubierto en Croydon —históricamente parte de Surrey, ahora en el Gran Londres— en 1862, contenía 250 monedas, tres lingotes de plata y parte de un cuarto, así como cuatro piezas de plata en una bolsa de lino. Los arqueólogos interpretan esto como un botín recogido por un miembro del ejército vikingo. Al datar los artefactos, los arqueólogos estimaron que este tesoro había sido enterrado en el 872, cuando el ejército invernó en Londres Las monedas en sí procedían de una amplia gama de diferentes reinos, con ejemplos de Wessex, Mercian y Anglia Oriental encontrados junto a importaciones extranjeras de la Francia de la dinastía carolingia y del mundo árabe. Sin embargo, no todos los tesoros vikingos de Inglaterra contienen monedas: por ejemplo, en Bowes Moor, Durham, se descubrieron diecinueve lingotes de plata, mientras que en Orton Scar, Cumbria, se descubrió un aro de plata para el cuello y un broche penanular.
El historiador Peter Hunter Blair creía que el éxito de las incursiones vikingas y la «completa falta de preparación de Gran Bretaña para hacer frente a tales ataques» se convirtieron en factores importantes en las subsiguientes invasiones vikingas y la colonización de grandes partes de las islas británicas.

## Invasión y Danelaw: 865-896
A partir del 865 la actitud nórdica hacia las islas británicas cambió, ya que comenzaron a verlas como un lugar para la colonización potencial en lugar de simplemente un lugar para la incursión. Como resultado de esto, ejércitos más grandes comenzaron a llegar a las costas británicas, con la intención de conquistar tierras y construir asentamientos allí.

### Inglaterra

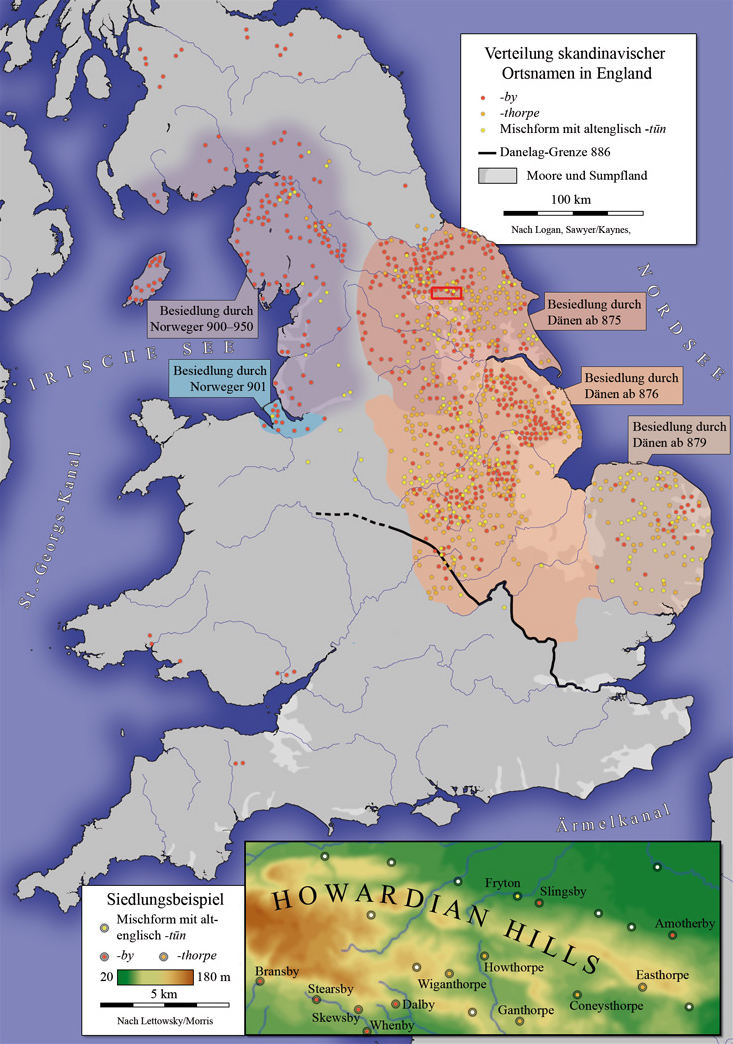
Los asentamientos escandinavos en Inglaterra.

Los ejércitos nórdicos capturaron York, la ciudad más importante del reino de Northumbria, en el 866. Los contraataques concluyeron con una derrota decisiva de las fuerzas anglosajonas en esta misma ciudad el 21 de marzo del 867, y la muerte de los líderes de Northumbia Aelle y  Osberht.
Otros reyes anglosajones comenzaron a capitular ante las exigencias de los vikingos y cedieron tierras a los colonos nórdicos. Además, muchas zonas del este y el norte de Inglaterra —incluidas todas las partes de Northumbria, salvo las más septentrionales— quedaron bajo el dominio directo de los líderes vikingos o de sus reyes títeres. El rey Etelredo I de Wessex, que había liderado el conflicto contra los vikingos, murió en 871 tras la batalla de Marton y fue sucedido en el trono del reino de Wessex por su hermano menor, Alfredo el Grande. El rey vikingo de Northumbria, Halfdan Ragnarsson —uno de los líderes del Gran ejército pagano— entregó sus tierras a una segunda ola de invasores vikingos en el 876. En los cuatro años siguientes, los vikingos ganaron más tierras en los reinos de Mercia y reino de Estanglia también. El rey Alfredo continuó su conflicto con las fuerzas invasoras, pero fue expulsado a Somerset en el suroeste de su reino el año 878, donde se vio obligado a refugiarse en los pantanos de Athelney.
Alfredo el Grande, reagrupó sus fuerzas militares y derrotó a los ejércitos del monarca nórdico de Anglia Oriental, Guthrum, en la batalla de Edington (mayo del 878). En 886, los gobiernos de Wessex y de Anglia Oriental, controlados por los nórdicos, firmaron el Tratado de Wedmore, que estableció una frontera entre los dos reinos. La zona situada al norte y al este de esta frontera se conoció como el Danelaw porque estaba bajo influencia política nórdica, mientras que las zonas situadas al sur y al oeste de la misma permanecían bajo dominio anglosajón. El gobierno de Alfredo se dedicó a construir una serie de ciudades o burhs defendidos, comenzó la construcción de una flota y organizó un sistema de milicias por el que la mitad de su ejército de campesinos permanecía en servicio activo en un momento dado. Para mantener los burhs, y el ejército permanente, estableció un sistema de impuestos y reclutamiento conocido como el «Burghal Hidage».
En el 892, un nuevo ejército vikingo, con 250 barcos, se estableció en Appledore (Kent), y otro ejército de 80 barcos poco después en Milton Regis. El ejército entonces lanzó una serie continua de ataques al reino de Wessex. Sin embargo, debido en parte a los esfuerzos de Alfredo y su ejército, las nuevas defensas del reino resultaron ser un éxito, y los invasores vikingos se encontraron con una resistencia decidida y tuvieron menos impacto del que esperaban. En el año 896, los invasores se dispersaron y se asentaron en Anglia Oriental y Northumbria, y algunos navegaron a Normandía.
La política de Alfredo de oponerse a los colonos vikingos continuó bajo su hija Ethelfleda de Wessex, que se casó con Etereldo quien recibió el título de ealdorman de Mercia, y también bajo su hermano, el rey Eduardo el Viejo (reinó 899-924). En el 920 el gobierno de Northumbrian y el gobierno escocés se sometieron al poder militar de Wessex, y en el 937 la batalla de Brunanburh llevó al colapso del poder nórdico en el norte de Gran Bretaña.
El hijo de Eduardo, Edmundo I de Inglaterra, se convirtió en rey de los ingleses en el 939. Sin embargo, cuando Edmundo murió en una pelea, su hermano menor, Edred de Wessex, asumió el cargo de rey. Luego, en el 947, los noruegos rechazaron a Edred y convirtieron al noruego Eiríkr blóðøx en su rey. Edred respondió invadiendo y arrasando Northumbria. Cuando los sajones volvieron al sur, el ejército de Erico I de Noruega alcanzó a algunos de ellos en Castleford e hizo una «gran matanza». Edred amenazó con destruir Northumbria en venganza, por lo que los norteños le dieron la espalda a Erico y reconocieron a Edred como su rey. Los norteños cambiaron de opinión y aceptaron a Olaf Cuaran como su gobernante, pero Erico lo destituyó y volvió a ser el rey de los norteños. Erico I fue expulsado por segunda y última vez por Edred. Erico de Noruega fue el último rey nórdico de Northumbria y murió en combate en la batalla de Stainmore, en el año 954.

### Asentamiento nórdico en las islas británicas
Los primeros colonos nórdicos en la Inglaterra anglosajona habrían parecido visiblemente diferentes de la población anglosajona, vistiendo específicamente estilos escandinavos de joyería, y probablemente también usando sus propios estilos peculiares de ropa. Los hombres nórdicos y anglosajones también tenían diferentes estilos de pelo: el pelo de los nórdicos se afeitaba por detrás y se dejaba peludo por delante, mientras que los anglosajones solían llevar el pelo largo.

## Segundo invasión  980 - 1012[50]

### Inglaterra

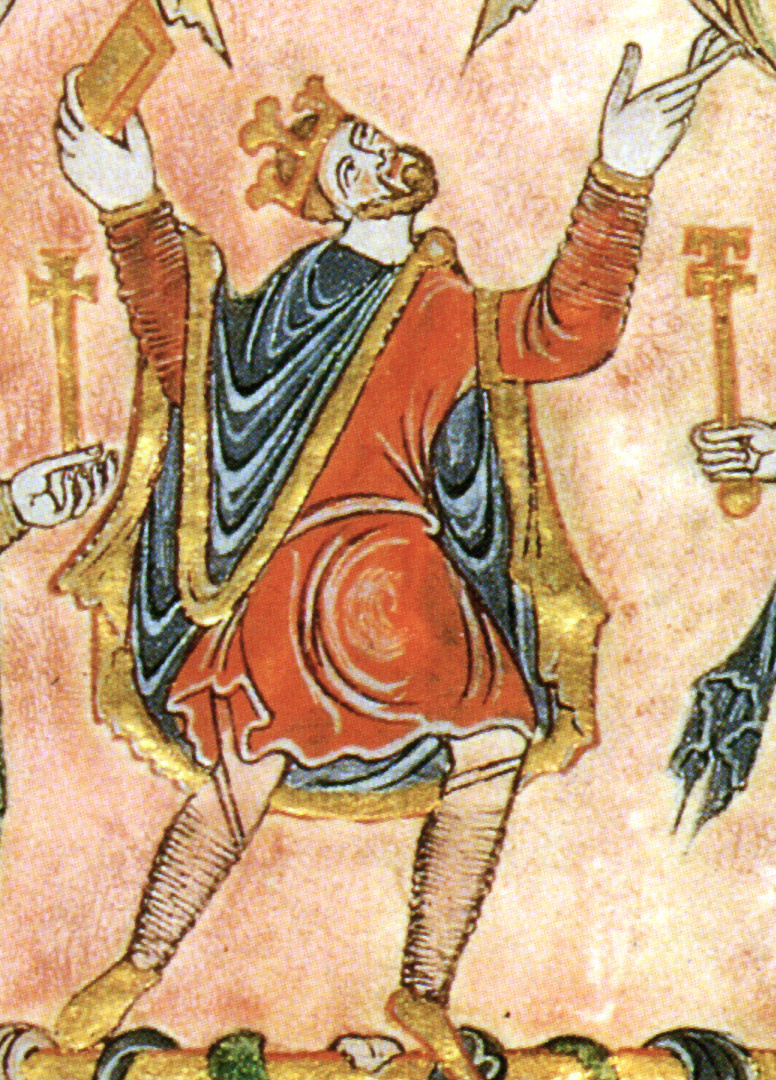
Retrato del rey Edgar el Pacífico, rey de toda Inglaterra.

Bajo el reinado del rey de Wessex, Edgar el Pacífico, Inglaterra se unificó más políticamente, y Edgar fue reconocido como el rey de toda Inglaterra por las poblaciones anglosajonas y nórdicas que vivían en el país. Sin embargo, en los reinados de su hijo Eduardo el Mártir, que fue asesinado en el 978, y luego Etelredo II el Indeciso, la fuerza política de la monarquía inglesa disminuyó, y el año 980 los invasores vikingos de Escandinavia reanudaron los ataques contra Inglaterra. El gobierno inglés decidió que la única manera de tratar con estos atacantes era pagarles el dinero de la protección, y por eso en el 991 les dieron 10.000 libras esterlinas. Esta cantidad no resultó ser suficiente, y durante la siguiente década el reino inglés se vio obligado a pagar a los atacantes vikingos cada vez más grandes sumas de dinero. Muchos ingleses comenzaron a exigir que se adoptara un enfoque más hostil contra los vikingos, y así, el día de san Bricio de Tours en 1002, el rey Etelredo proclamó que todos los daneses que vivían en Inglaterra serían ejecutados. Se conocería como la masacre del Día de San Bricio.
La noticia de la masacre llegó al rey Svend I de Dinamarca. Se cree que la hermana de Svend, Gunhilda Haraldsdatter, podría haber estado entre las víctimas, lo que llevó a Svend a hacer una incursión en Inglaterra al año siguiente, cuando Exeter fue incendiada. Hampshire, Wiltshire, Wilton y Salisbury también fueron víctimas del ataque de venganza vikingo. Svend continuó su incursión en Inglaterra y en 1004 su ejército vikingo saqueó Anglia Oriental, Thetford y Norwich, antes de volver de nuevo a Dinamarca.
Otras incursiones tuvieron lugar en 1006-1007, y en 1009-1012 Thorkell el Alto lideró una invasión vikinga en Inglaterra.
En 1013 Svend I de Dinamarca volvió a invadir Inglaterra con un gran ejército, y Etelredo II huyó a Normandía, llevando a Svend a tomar el trono inglés, quien murió en el plazo de un año, sin embargo, y por lo tanto Etelredo II regresó, pero en 1016 otro ejército nórdico invadió, esta vez bajo el control del rey danés Canuto II de Dinamarca, hijo de Svend. Después de derrotar a las fuerzas anglosajonas en la batalla de Assandun, Canuto II se convirtió en el rey de Inglaterra, gobernando posteriormente sobre los reinos danés e inglés. Tras la muerte de Canuto en 1035, los dos reinos fueron declarados una vez más independientes y permanecieron así separados durante un corto período de 1040 a 1042 cuando el hijo de Canuto, Hardeknut, ascendió al trono inglés.

## Documentación escrita
Los arqueólogos James Graham-Campbell y Colleen E. Batey señalaron que faltaban fuentes históricas que hablaran de los primeros encuentros vikingos con las islas británicas, que muy probablemente habrían estado entre los grupos de islas del norte, las más cercanas a Escandinavia.
Los Anales irlandeses nos dan cuenta de mucha actividad nórdica durante los siglos IX y X.
Las invasiones vikingas que afectaron a la Inglaterra anglosajona fueron documentadas principalmente en la Crónica anglosajona, una colección de anales escrita inicialmente a finales del siglo IX, muy probablemente en el reino de Wessex durante el reinado de Alfredo el Grande. Sin embargo, la Crónica es una fuente sesgada que actúa como una pieza de «propaganda de guerra» escrita en nombre de las fuerzas anglosajonas contra sus oponentes nórdicos, y en muchos casos exagera enormemente el tamaño de las flotas y ejércitos nórdicos, haciendo así que cualquier victoria anglosajona contra ellos parezca más heroica.

## Evidencias arqueológicas
Los colonos nórdicos en las islas británicas dejaron atrás restos de su cultura material, que los arqueólogos han podido excavar e interpretar durante los siglos XX y XXI. Esas pruebas nórdicas en Gran Bretaña consisten principalmente en entierros nórdicos realizados en Shetland, las Orcadas, las Islas Occidentales, la Isla de Man, Irlanda y el noroeste de Inglaterra. Los arqueólogos James Graham-Campbell y Colleen E. Batey observaron que fue en la Isla de Man donde la arqueología nórdica fue «notablemente rica en calidad y cantidad».
Sin embargo, como comentó el arqueólogo Julian D. Richards, los escandinavos en la Inglaterra anglosajona «pueden ser esquivos para el arqueólogo» porque muchas de sus casas y tumbas son indistinguibles de las de las otras poblaciones que viven en el país. Por esta razón, el historiador Peter Hunter Blair señaló que en Gran Bretaña, la evidencia arqueológica de la invasión y asentamiento nórdicos era «muy ligera comparada con la evidencia correspondiente a las invasiones anglosajonas» del siglo V.